# Nazanin Zaghari-Ratcliffe
Nazanin Zaghari-Ratcliffe (nume de fată Zaghari; persană نازنین زاغری ; n. 26 decembrie 1978, Tafresh, Provincia Markazi, Iran) este o femeie cu cetățenie dublă iraniano-britanică. Ea a fost privată de libertate în Iran în perioada 3 aprilie 2016 - 16 martie 2022. La începutul lunii septembrie 2016, ea a fost condamnată la cinci ani de închisoare după ce a fost găsită vinovată de „complot pentru a răsturna guvernul iranian”. Zaghari-Ratcliffe a fost eliberată temporar pe 17 martie 2020, în timpul pandemiei de COVID-19 din Iran, rămânând însă sub monitorizare.
Procurorul general al Teheranului a declarat în octombrie 2017 că Zaghari-Ratcliffe a fost reținut pentru că a organizat „din partea BBC Persia un curs de jurnalism online care avea ca scop recrutarea și instruirea oamenilor pentru a răspândi propagandă împotriva Iranului”. La 7 martie 2021, pedeapsa ei inițială a luat sfârșit, dar era programată să facă față unui al doilea set de acuzații pe 14 martie. La 26 aprilie, ea a fost găsită vinovată de activități de propagandă împotriva guvernului și condamnată la un an de închisoare. La 16 octombrie, recursul ei a fost respins de instanța iraniană.
Zaghari-Ratcliffe a negat întotdeauna acuzațiile de spionaj care i se aduceau, iar soțul ei a susținut că soția sa „a fost arestată drept efect colateral pentru o datorie a Regatului Unit cauzată de o livrare eșuată de tancuri pentru Iran în 1979”. Zaghari-Ratcliffe a fost eliberată pe 16 martie 2022.

## Biografie
Nazanin Zaghari s-a născut și a crescut la Teheran. A studiat literatura engleză la Universitatea din Teheran, înainte de a deveni profesoară de engleză. După cutremurul de la Bam din 2003, ea a lucrat ca traducătoare în efortul de ajutor pentru Agenția de Cooperare Internațională din Japonia. Mai târziu a lucrat pentru Federația Internațională a Societăților de Cruce Roșie și Semiluna Roșie și apoi s-a mutat la Organizația Mondială a Sănătății în calitate de ofițer de comunicare.
În 2007, Zaghari-Ratcliffe s-a mutat în Marea Britanie după ce a primit o bursă pentru a studia pentru un Master în Managementul Comunicațiilor la London Metropolitan University.
La scurt timp după sosirea ei în Marea Britanie, și-a cunoscut viitorul soț prin intermediul unor prieteni comuni. Cuplul s-a căsătorit în august 2009 în Winchester, iar fiica lor s-a născut în iunie 2014. Zaghari-Ratcliffe a devenit cetățean britanic în 2013. Zaghari-Ratcliffe se întorcea frecvent în Iran pentru a-și vizita părinții.
Zaghari-Ratcliffe a lucrat pentru BBC World Service Trust din februarie 2009 până în octombrie 2010, apoi a lucrat la Fundația Thomson Reuters ca coordonator de proiect înainte de a prelua rolul de manager de proiect.

## Arestare și judecată
La 17 martie 2016, Zaghari-Ratcliffe a călătorit  împreună cu fiica ei de 22 de luni pentru a-și vizita familia cu ocazia Nowruz (Anul Nou Iranian). La 3 aprilie 2016, membrii Gărzii Revoluționare a Iranului au arestat-o pe aeroportul Imam Khomeini, în timp ce ea și fiica ei erau pe cale să se îmbarce în avion pentru a se întoarce în Marea Britanie. Pașaportul britanic al fiicei sale a fost confiscat în timpul arestării, dar ulterior i-a fost returnat, ea rămănând în Iran în îngrijirea bunicilor materni pentru a-și putea vizita mama.
Motivul exact al arestării lui Zaghari-Ratcliffe a fost inițial neclar, deși, potrivit Amnesty International, se credea că ar fi legat de arestarea în 2014 a mai multor angajați ai site-ului de știri tehnologice iraniene. 
Zaghari-Ratcliffe a lucrat pentru BBC World Service Trust, o organizație caritabilă internațională care a oferit cursuri de formare jurnaliștilor și bloggerilor cetățeni iranieni prin proiectul Iran Media Development Project și programul radio asociat cu revista ZigZag. În 2014, mai mulți absolvenți ai acestui program au fost acuzați și condamnați de Iran la până la 11 ani de închisoare pentru participarea la aceste cursuri.
Zaghari-Ratcliffe a lucrat pentru BBC World Service Trust între februarie 2009 și octombrie 2010, „în calitate de asistent de formare”, potrivit CEO-ului Fundației Thomson Reuters, înainte de a se muta la Fundația Thomson Reuters. BBC Media Action a descris rolul ei drept „junior și pur administrativ”.
La începutul lunii septembrie 2016, ea a fost condamnată la cinci ani de închisoare „pentru că ar fi complotat pentru a răsturna regimul iranian”.

## Pedeapsa cu închisoarea
La 23 august 2018, Zaghari-Ratcliffe a fost eliberată temporar pentru trei zile, ceea ce este o practică standard înainte de pedepse mai lungi. Cu toate acestea, Zaghari-Ratcliffe a suferit atacuri de panică după ce s-a întors la închisoare și a regretat că i s-a acordat eliberarea temporară.
La sfârșitul lunii septembrie 2018, interogat cu privire la cazul Zaghari-Ratcliffe, președintele iranian Hassan Rouhani a recunoscut că cunoaște cazul (deși a negat cunoașterea specificului acestuia) și a remarcat că „au fost aduse noi acuzații împotriva ei”. Rouhani a comparat încarcerarea străinilor în Iran cu întemnițarea iranienilor în țările occidentale, spunând că liderii de ambele părți neagă puterea asupra deciziilor propriilor lor justiții și că „toți trebuie” să depunem „un efort constant, concertat. ... deci... toți prizonierii trebuie să fie liberi... dar trebuie să fie o cale care se deplasează în ambele sensuri." 
În martie 2019, Biroul Britanic de Externe și Commonwealth (FCO) i-a acordat lui Zaghari-Ratcliffe protecție diplomatică, ridicând statutul cazului său de la o chestiune consulară la o dispută între cele două guverne. Iranul susține că această protecție este contrară dreptului internațional, ambasadorul Iranului la Londra afirmând că „Guvernele pot exercita o astfel de protecție numai pentru proprii cetățeni. . . Iranul nu recunoaște dubla naționalitate”.
Pe 11 octombrie 2019, fiica lui Zaghari-Ratcliffe s-a întors la tatăl ei în Marea Britanie pentru a începe școala.
În decembrie 2019, procurorul general al Iranului a refuzat eliberarea condiționată pentru Nazanin Zaghari, care a fost solicitată de avocatul ei.
În martie 2020, la apogeul pandemiei de COVID-19 în Iran – când liderul suprem, ayatollahul Khamenei, a anunțat planuri de grațiere a 10.000 de prizonieri și eliberarea temporară a 85.000 pentru a lupta împotriva unui val de infecții cu COVID-19 în închisori – Zaghari-Ratcliffe a fost eliberată temporar.
În perioada eliberării condiționate, ea a locuit la casa părinților din Teheran, a purtat o etichetă electronică și a fost nevoită să rămână în perimetrul de 300 de metri în jurul casei. Ea a putut să discute prin apeluri video timp de câteva ore pe zi cu soțul și fiica ei. Ulterior perioada de eliberare condiționată a fost prelungită de mai multe ori pentru ca pe 20 mai, conform familiei ei, de izia de eliberarea condiționată să fie prelungită pe termen nelimitat.  
La 8 septembrie 2020, presa de stat iraniană a declarat că Zaghari-Ratcliffe este din nou acuzată. Procesul a fost programat pentru 2 noiembrie și niciun oficial britanic nu a avut voie să asiste, în ciuda solicitărilor repetate.
Pedeapsa lui Zaghari-Ratcliffe s-a încheiat la 7 martie 2021. Cu o zi înainte, soțul ei, Richard Ratcliffea declarat că nu este sigur dacă va fi eliberată, deoarece „aranjamentele nu au fost clarificate”. Ea a fost eliberată conform programului, dar un nou proces împotriva ei a fost început pe 14 martie. La acea dată, ea a fost acuzată de propagandă împotriva regimului și i s-a spus să aștepte un verdict în termen de șapte zile lucrătoare.
La 26 aprilie, ea a fost găsită vinovată de activități de propagandă împotriva guvernului și a fost condamnată la un an de închisoare și i-a fost interzis să părăsească Iranul timp de un an. Avocatul ei a spus că a fost acuzată că a participat la o demonstrație din Londra în urmă cu 12 ani și că a acordat un interviu serviciului persan al BBC. 
Zaghari-Ratcliffe a fost eliberată, împreună cu Anoosheh Ashoori, pe 16 martie 2022.

## Campanie pentru eliberare
La 7 mai 2016, soțul lui Zaghari-Ratcliffe, Richard Ratcliffe, a lansat o petiție online prin care îndeamnă atât prim-ministrul Regatului Unit, cât și pe liderul suprem al Iranului să ia măsurile adecvate pentru a asigura întoarcerea în siguranță a soției și fiicei sale. Petiția are acum peste 3,5 milioane de susținători în 155 de țări. Prim-ministrul promisese să se întâlnească cu Richard Ratcliffe, dar nu fusese stabilită nicio dată. În cele din urmă, miercuri, 16 martie 2022, Nazanin Zaghari-Ratcliffe a fost eliberată din Iran și urcat într-un avion spre Marea Britanie.